# Bubbelthee

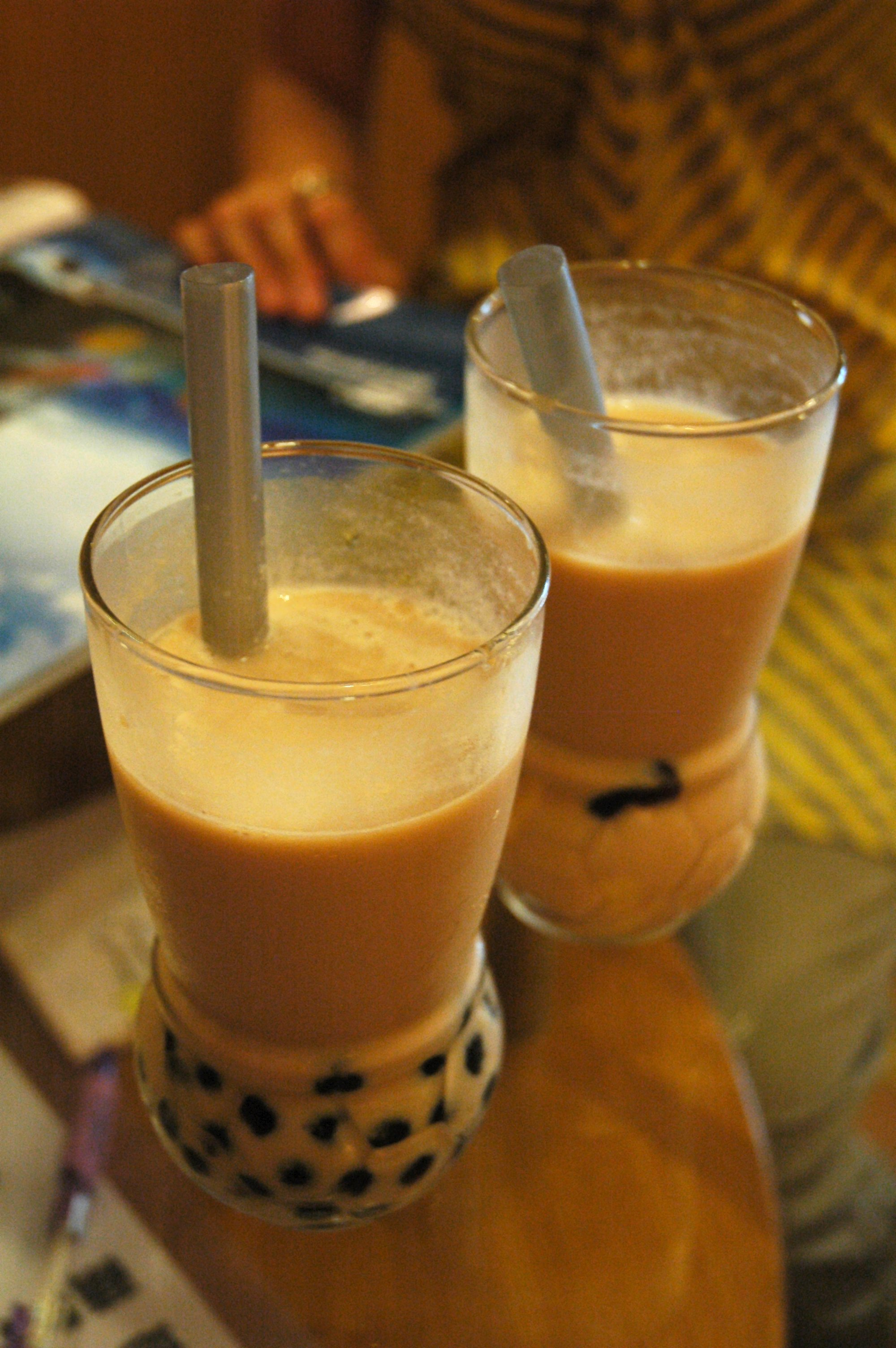
Parelmelkthee en puddingmelkthee

Bubbelthee uit Taiwan is een mix van ijsgekoelde of hete gezoete thee met melk. Het is een op thee gebaseerde drank die is ontwikkeld in de jaren 1980. Hij wordt gemixt met melk en ijs voor het maken van de 'bubbels', een schuimige laag op de bovenkant van het drankje. Er zijn ook versies die zijn gemixt met ijs dat in een blender is bewerkt om het een slushy consistentie te geven. De drank kent een grote variatie in samenstelling en smaak. De meest populaire smaken zijn zwarte tapioca parelmelkthee en groene parelmelkthee. Een vergelijkbare drank uit Zuidoost-Azië is tjendol.